# Wahlen zum Repräsentantenhaus der Vereinigten Staaten 2008
Die Wahlen zum Repräsentantenhaus der Vereinigten Staaten fanden am 4. November 2008 statt. Am selben Tag fanden auch die Präsidentschaftswahl und die Wahlen zum Senat statt. Zusätzlich gab es in 11 Bundesstaaten Gouverneurswahlen. Insgesamt wurde eine hohe Wahlbeteiligung erwartet. Bei den Wahlen von 2006 erreichten die Demokraten eine Mehrheit von 233 Sitzen, während auf die Republikaner 202 Sitze entfielen.

## Spezialwahlen in der vorherigen Legislaturperiode
In der Legislaturperiode 2007/08 fanden außerplanmäßig in 10 Wahlkreisen Spezialwahlen statt, da der Amtsinhaber zurücktrat oder starb. In 6 stellten die Republikaner, in 4 die Demokraten den Amtsinhaber. Insgesamt konnten die Demokraten 3 Sitze der Republikaner erobern.

## Prognosen vor den Wahlen
Laut dem Meinungsumfrageinstitut Congressional Quarterly (CQ) Inc. waren 199 Sitze den Demokraten und 147 den Republikanern sicher. In 12 Wahlkreisen war ein demokratischer und in 19 Wahlkreisen ein republikanischer Sieg wahrscheinlich. In jeweils 21 weiteren Wahlkreisen lag der demokratische Kandidat in Umfragen vor dem republikanischen Kandidaten. Zusammenfassend lagen die Demokraten in 232 und die Republikaner in 187 Wahlkreisen in Führung. Das Ergebnis in 16 Wahlkreisen war unsicher.

## Ergebnis
| Parteien                                          | Parteien        | Sitze | Sitze | Sitze | Sitze   | Stimmen     | Stimmen | Stimmen  |
| ------------------------------------------------- | --------------- | ----- | ----- | ----- | ------- | ----------- | ------- | -------- |
| Parteien                                          | Parteien        | 2006* | 2008  | +/−   | Stärke  | Stimmen     | %       | Änderung |
|                                                   | Demokraten      | 236   | 257   | +21   | 59,1 %  | 59.713.061  | 53,0 %  | +1,1 %   |
|                                                   | Republikaner    | 199   | 178   | −21   | 40,9 %  | 49.717.154  | 44,2 %  | +0,1 %   |
|                                                   | Andere Parteien | –     | –     | –     | –       | 3.158.165   | 2,8 %   | −1,2 %   |
| Gesamt                                            | Gesamt          | 435   | 435   | 0     | 100,0 % | 112.588.380 | 100,0 % | –        |
| Quelle: Election Statistics - Office of the Clerk |                 |       |       |       |         |             |         |          |

Gewinne und Verluste der Parteien:
3 Sitze durch die Demokraten hinzugewonnen
1–2 Sitze durch die Demokraten hinzugewonnen
1–2 Sitze durch die Republikaner hinzugewonnen

* einschließlich der Spezialwahlen seit 2006